# جيم ماروراي
جيم ماروراي (9 يوليو 1947 - 4 نوفمبر 2020)، هو سياسي من جزر كوك شغل منصب رئيس وزراء جزر كوك. كان عضوا في الحزب الديمقراطي.